# Yumenoshima Park
Yumenoshima Park (jap. 夢の島公園) – park miejski położony w Tokio w dzielnicy Kōtō w Japonii.
W parku znajduje się Stadion Yumenoshima, miejsce na grilla, centrum sportowo-kulturalne, szklarnia tropikalna oraz hala wystawowa.

## Galeria

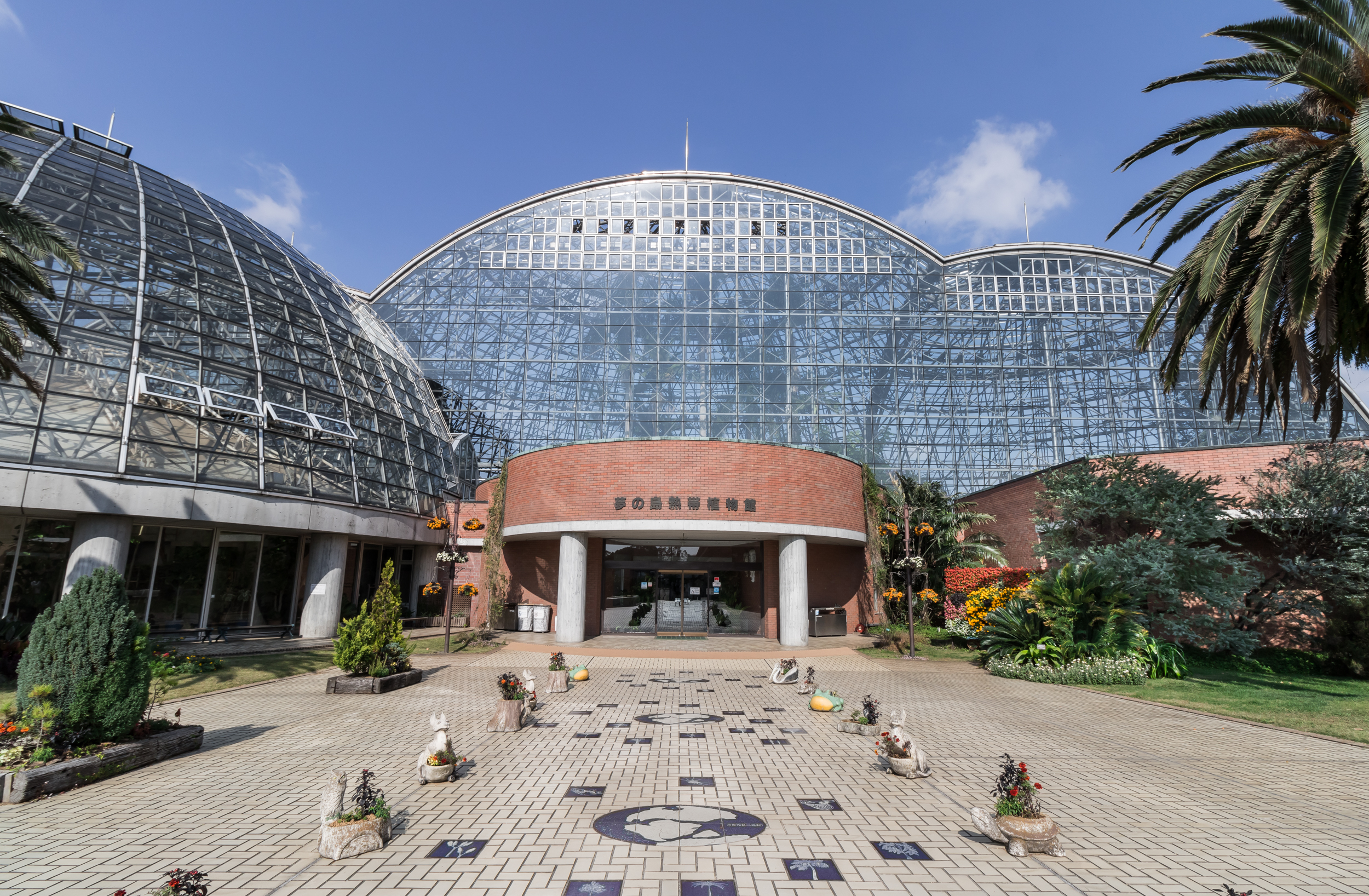
Szklarnia tropikalna
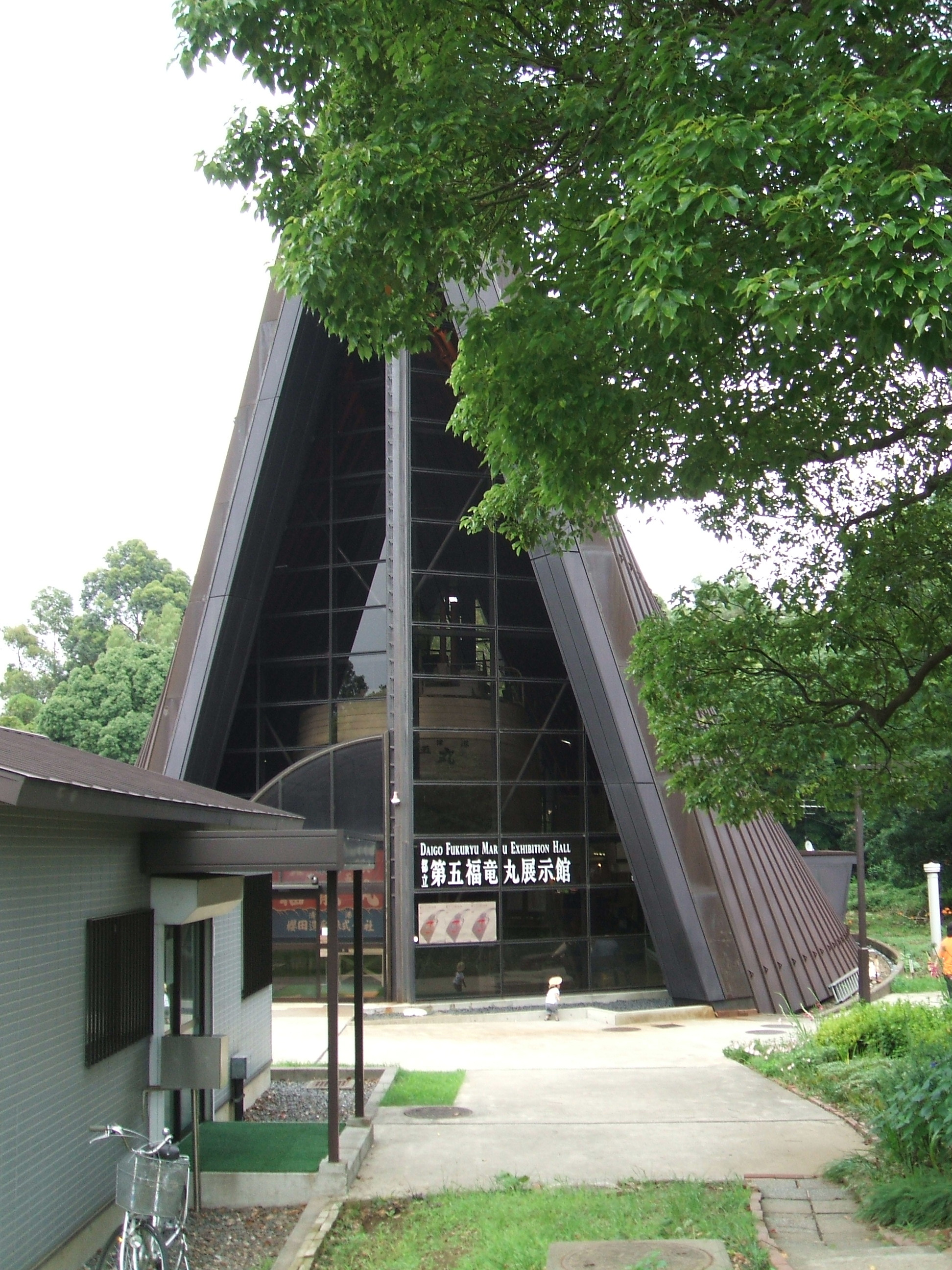
Hala wystawowa
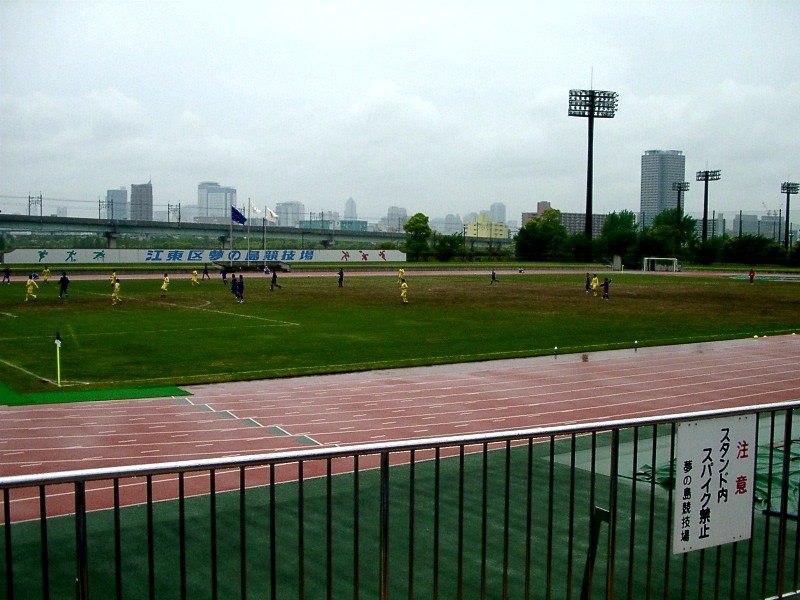
Stadion Yumenoshima
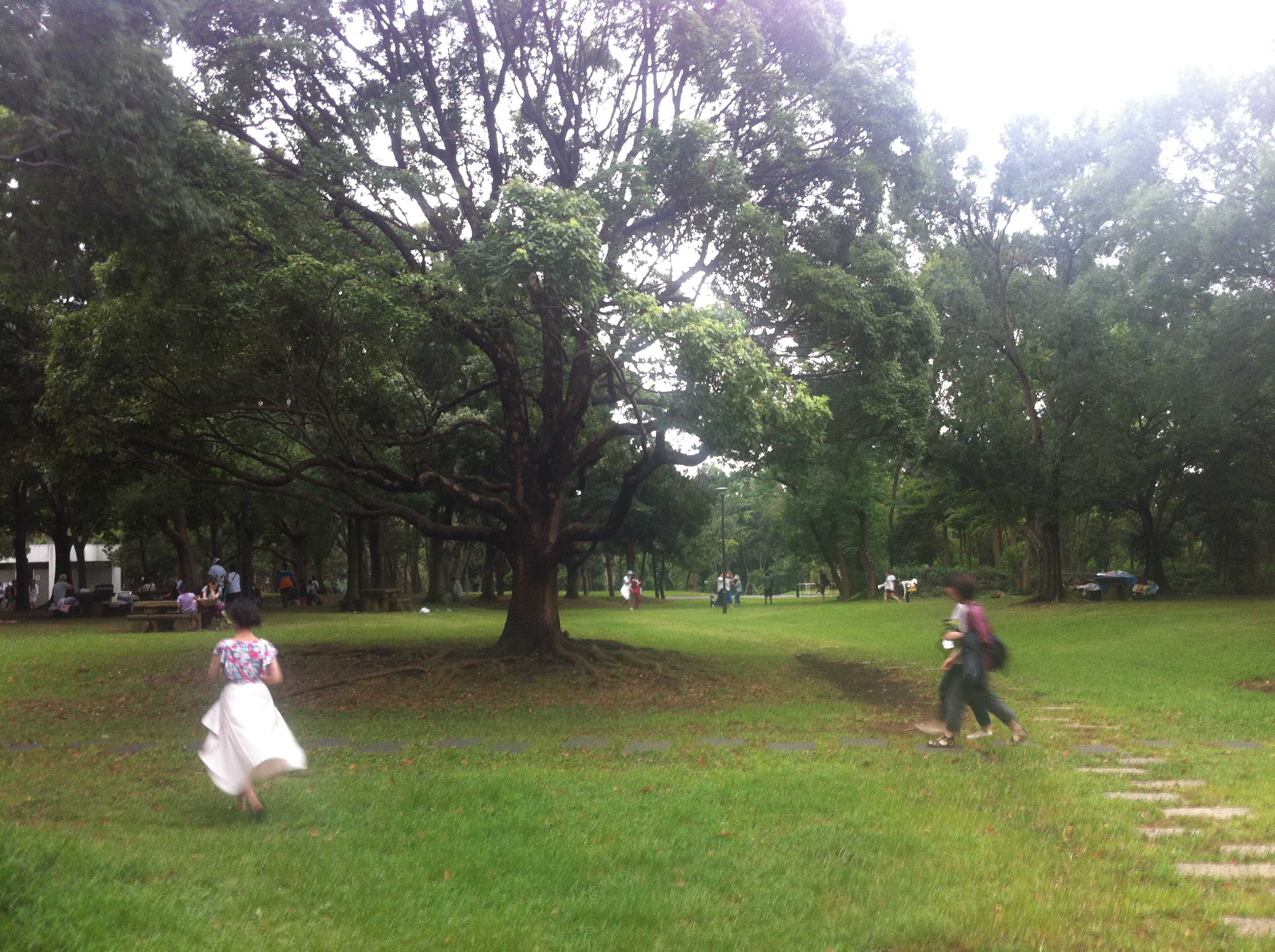
Park w 2014 roku